# 326290 Akhenaten
326290 Akhenaten è un asteroide near-Earth. Scoperto nel 2004, presenta un'orbita caratterizzata da un semiasse maggiore pari a 2,6855496 UA e da un'eccentricità di 0,1332579, inclinata di 14,38029° rispetto all'eclittica.
L'asteroide è dedicato a Akhenaton, faraone egizio della XVIII dinastia.